# Famille Terrasse
La famille Terrasse est une famille française d’origine paysanne, originaire du Lyonnais, dont les membres ont progressivement accédé à la bourgeoisie intellectuelle et artistique à partir du XIXe siècle. Plusieurs membres de cette famille se sont distingués dans des domaines variés tels que l’artisanat, la musique, les arts plastiques, la médecine, l’histoire de l’art et l’administration publique.
Le nom « Terrasse » étant porté aujourd’hui par près de 2 400 personnes en France, cet article est relatif à la descendance du compositeur de musique Claude Terrasse (1867-1923) et de son épouse Andrée Bonnard, sœur du peintre Pierre Bonnard.
La famille Terrasse et Pierre Bonnard font partie de l'histoire de l'art des XIXe et XXe siècles.

## Origines
Le plus lointain ancêtre connu de la famille exerce la profession de meunier au XVIIe siècle au moulin de Fougères. Pendant les deux siècles qui suivent, les Terrasse sont fixés dans le Rhône, entre Beaujolais et Lyonnais.
À la fin du XIXe siècle, le compositeur Claude Terrasse quitte L'Arbresle, sa commune d’origine, pour vivre à Lyon, Arcachon, puis Paris.
La famille Terrasse et Pierre Bonnard font partie de l'histoire de l'art des XIXe et XXe siècles,,,.
Tous les porteurs du nom « Terrasse » pourraient être issus d’une même famille originelle de la région Rhône-Alpes.

## Filiation

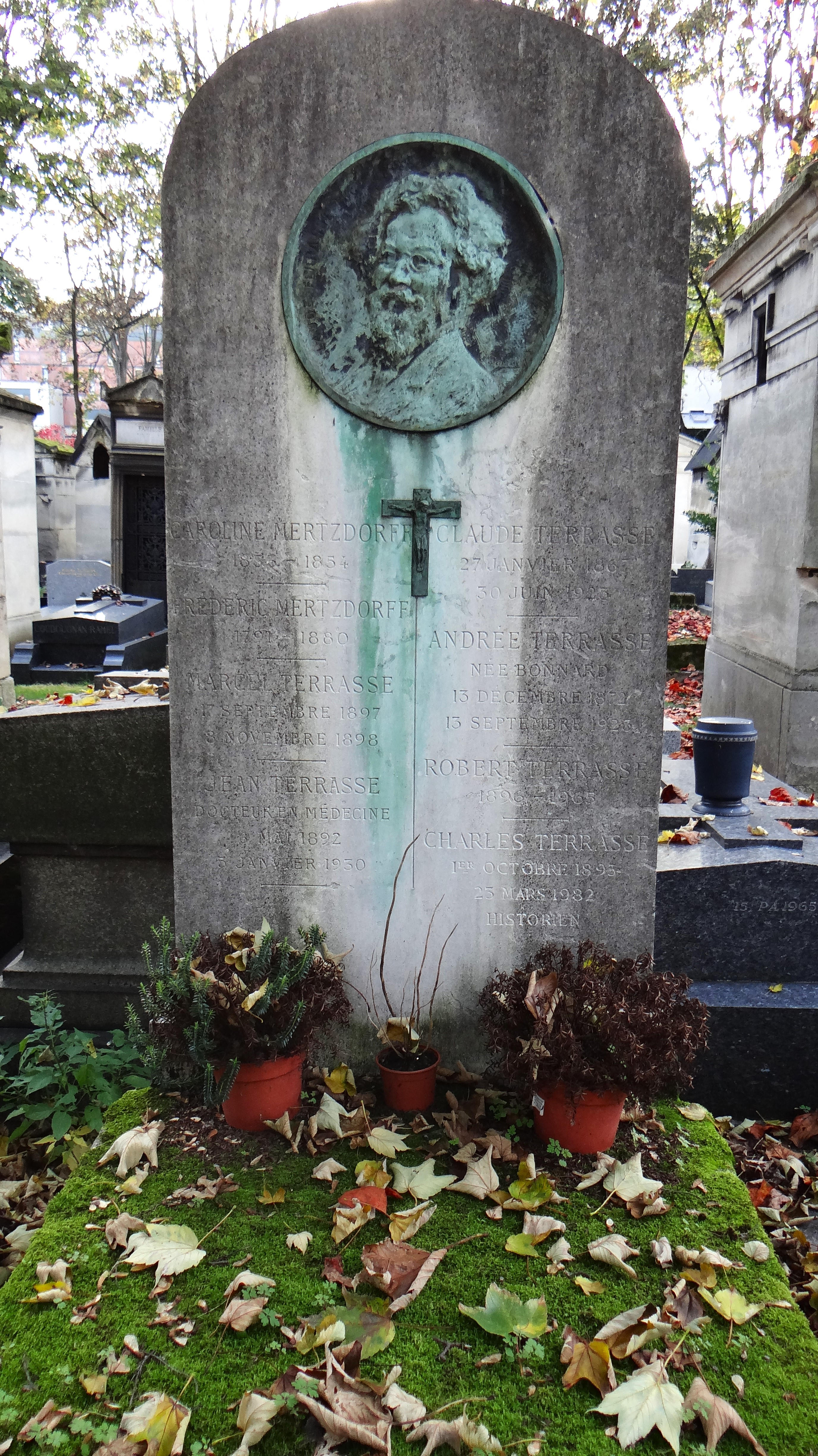
Cimetière de Montmartre, division 30 :
Tombe des familles Mertzdorff et Terrasse : Claude, Andrée née Bonnard, Jean, Charles, Robert, Marcel

- Claude Terrasse (1640-1710), meunier.
  - Claude Terrasse (1679-1735). Le 8 mai 1704 à Saint-Nizier-d'Azergues, il épouse Pierrette Viland.
    - Pierre Terrasse (1713- 2 mai 1774 à Chambost-Allières), tissier, laboureur, grangier. Le 14 juin 1736 à Chambost-Allières, il épouse Jeanne Lagoutte.
      - Jean Claude Terrasse (21 avril 1755 à Chambost-Allières-1831), cultivateur propriétaire. Le 6 juillet 1791 à Chambost-Allières, il épouse Jeanne Marie Larrat.
        - Jacques Antoine Terrasse (20 juillet 1803 à Chambost-Allières - 10 juin 1856 à Lyon 2e arrondissement), mousselinier, fabricant d’étoffes. Le 26 novembre 1828 à Saint-Loup (Allier), il épouse Antoinette Perret.
          - Claude Marie Terrasse (21 mai 1831 à Saint-Loup - 18 mai 1899 à L'Arbresle), ouvrier en soie puis directeur du comptoir des soieries Mancardi[6]. Le 11 avril 1853 à Villefranche-sur-Saône, il épouse Philiberte Damiron.
            - Claude Terrasse (1867-1923), compositeur de musique. Il épouse Andrée Marie Théodorine Bonnard (1872-1923), sœur de Pierre Bonnard.
              - Jean Claude Terrasse (1892-1930), médecin, titulaire de la croix de guerre 1914-1918 et de la médaille d'honneur des épidémies, cofondateur posthume du sanatorium de Sancellemoz. Il épouse Hélène Marie Victoire van Praet.
                - Claude Terrasse (1925-2008), organiste titulaire à l'église Saint-Jacques-du-Haut-Pas de Paris[7],[8], professeur au conservatoire de Douai jusqu'en 1961[9] puis au conservatoire de Paris[10], professeur au centre d'études grégoriennes de Lisbonne (pt) et à l'École César-Franck de Paris[11]. Il épouse Nicole Andries, de ce mariage naissent Florence et Jean-Pascal[12].
                - André Terrasse, (1926-2006), pianiste concertiste, professeur de piano, lauréat au concours de Genève, premier prix du concours international de musique contemporaine de Darmstadt, premier prix de piano du conservatoire de Paris. Il épouse Michelle Monmarché.

              - Charles Terrasse (1893-1982), archiviste paléographe, inspecteur des Beaux-Arts, historien de l’art, conservateur de musée, attaché ministériel et secrétaire général du conservatoire de Paris. Il épouse Madeleine Marguerite Umbdenstock.
                - Michel Terrasse (1928-2002), peintre, décorateur de théâtre et illustrateur.
                - Antoine Terrasse (1928-2013), dessinateur sur soie, historien de l'art et critique d'art, « l'un des grands spécialistes de l'œuvre de Bonnard »[13].

              - Robert Terrasse (1896-1966), administrateur civil à Madagascar.
              - Renée Terrasse (1894-1985)
              - Marcel Terrasse (1897-1898)
              - Eugénie (Vivette) Terrasse (1899-1996)

## Personnalités
- Claude Terrasse (1867-1923)
- Jean Terrasse (1892-1930) dont la biographie a été rédigée par son épouse Hélène van Praet[14],[c]. Jean Terrasse a été de nombreuses fois portraituré par Pierre Bonnard. Ce dernier a, pour rendre hommage au dévouement de son neveu à la médecine, réalisé, au moment de sa mort, pour l'autel latéral sud de l'église Notre-Dame-de-Toute-Grâce, située sur le plateau d'Assy, une peinture de Saint-François de Sales rendant visite aux malades[22],[23],[24].
- Charles Terrasse (1893-1982)
- Michel Terrasse (1928-2002)

- André Terrasse (1926-2006)
- Claude Terrasse (1925 - 2008)
- Antoine Terrasse (1928-2013)

## Familles alliées
- Famille Bonnard (Dauphiné)
  - Pierre Bonnard
- Famille van Praet (Flandre)
  - Louis de Praet, Jules van Praet
- Famille Floury (Picardie)
  - Henri Floury
- Famille Monmarché (Bretagne)
  - Marcel Monmarché, Hubert Monmarché
- Famille de schoutheete de Tervarent (Flandre)
  - Philippe de schoutheete de Tervarent
- Famille Faucheux (Paris)
  - Pierre Faucheux
- Famille Poulle (Provence)
  - Louis Poule, Henri-Emmanuel Poulle, Emmanuel Poulle

## Tableaux de la famille
Pierre Bonnard a une affection particulière pour la famille Terrasse, et notamment pour ses neveux et nièces, qu'il représenta souvent,,,.
Sa soeur Andrée, mariée au compositeur Claude Terrasse fut, avec sa cousine Berthe, la figure féminine prédominante de son oeuvre, avant la rencontre de sa femme, Marthe, en 1893 : « Musicienne passionnée, sa première maternitée donne l'occasion à Bonnard de multiplier les peintures, dessins ou lithographies sur ce thème illustrant les moments d'harmonie familiale qu'il partage avec le couple ».
Pour les Nabis, le quotidien mérite lui-aussi d'être représenté. C'est pourquoi l'oeuvre de Bonnard abonde en peintures de sa famille, qu'il représente dans des athmosphères intimes, tirées bien souvent de souvenirs vécus en vacances, au Clos du Grand-Lemps, dans la maison de sa mère : « Les enfants Terrasse sont un des sujets de prédilection de Bonnard en peinture. Ils incarnent de parfaits modèles pour lui qui recherche la spontanéité et le naturel».
Selon l'historien de l'art Nicholas Watkins : « Les enfants Terrasse ont ouvert une gamme de nouveaux sujets pour Bonnard. Affectueux, amusant et informel, il s'est senti près d'eux [...] ».

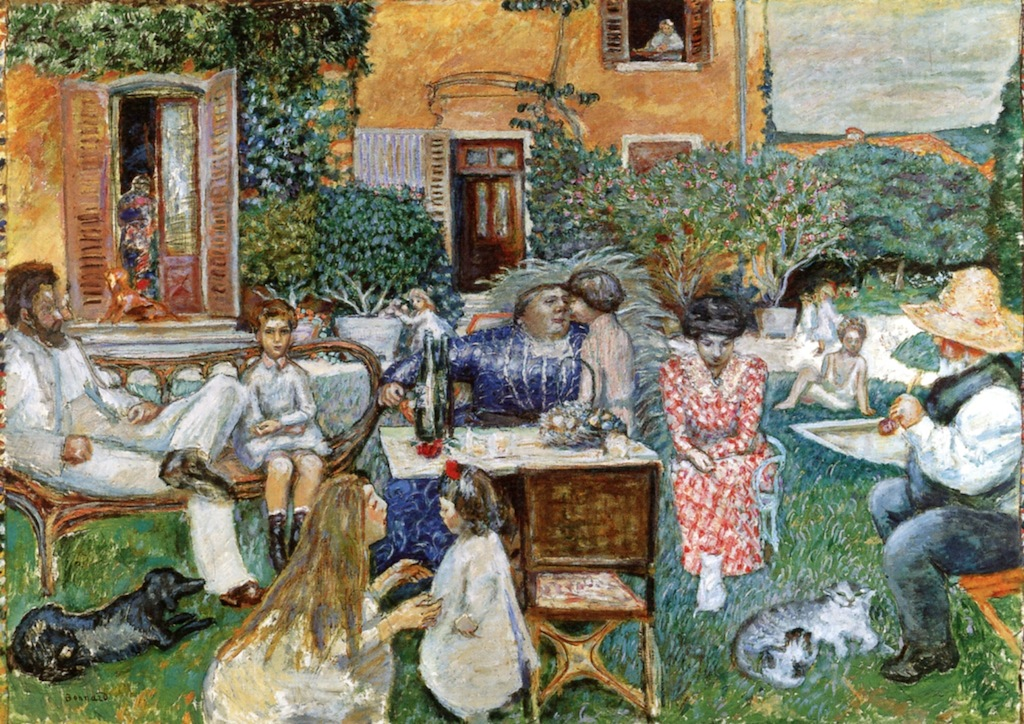
La Famille Terrasse, ou L'Après-Midi Bourgeoise, par Pierre Bonnard, 1900.

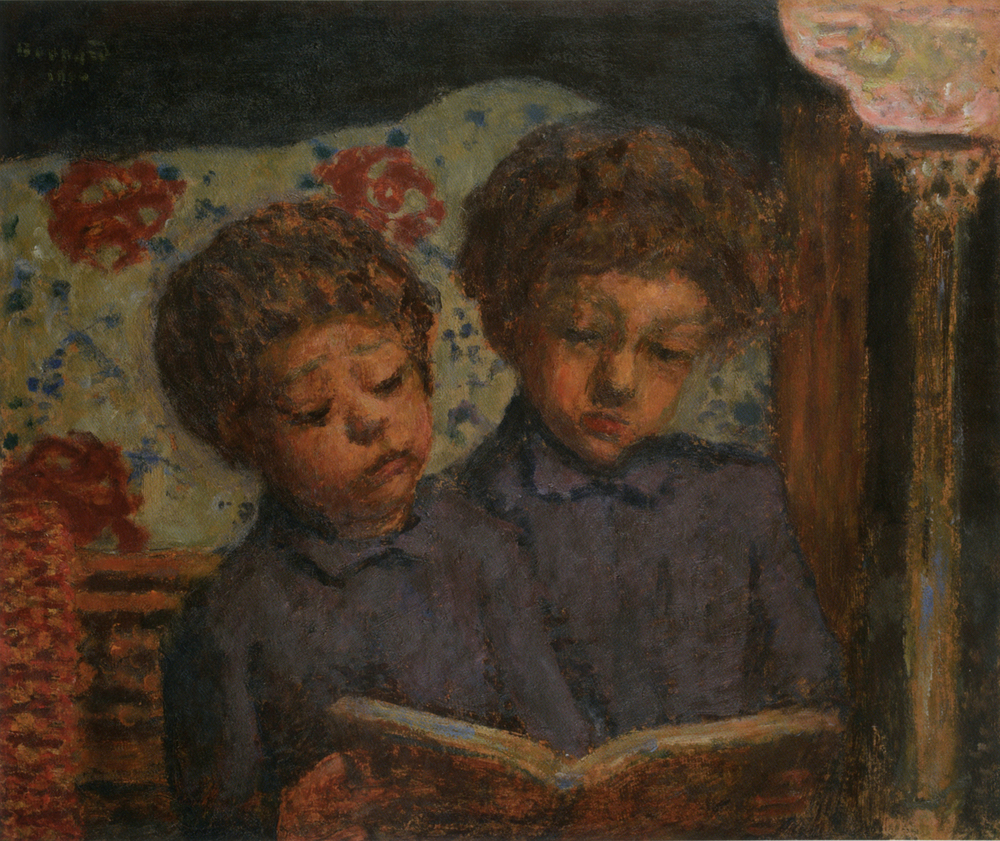
Charles et Jean Terrasse, par Pierre Bonnard

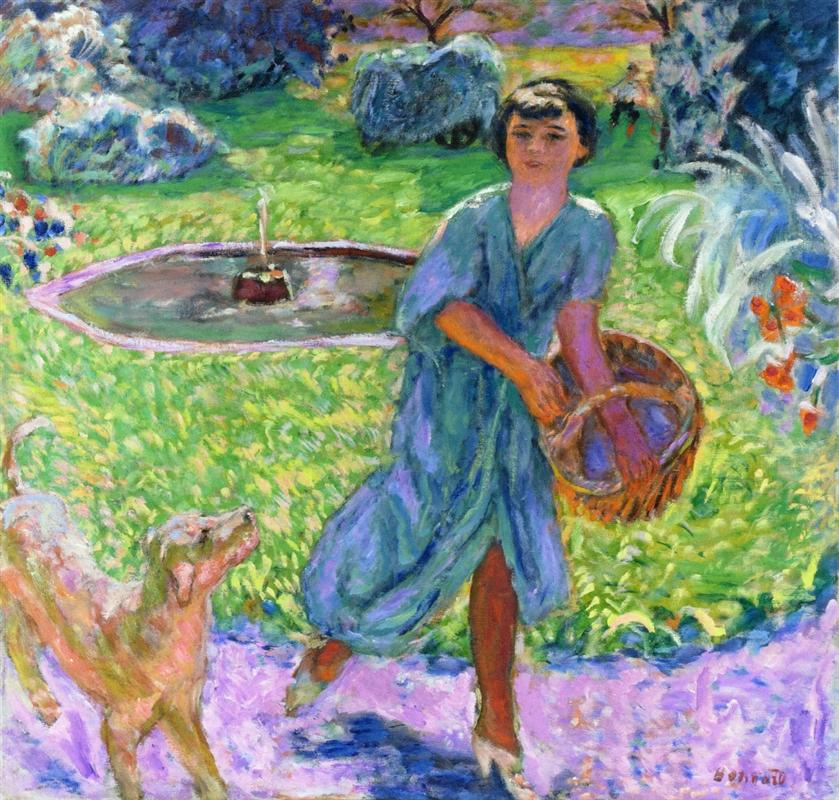
Eugénie Terrasse, par Pierre Bonnard

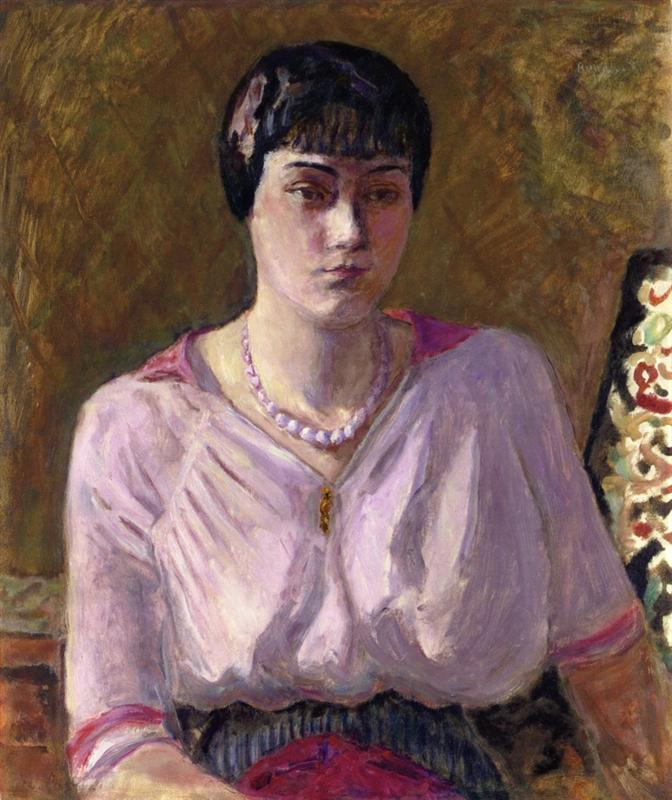
Renée Terrasse, par Pierre Bonnard

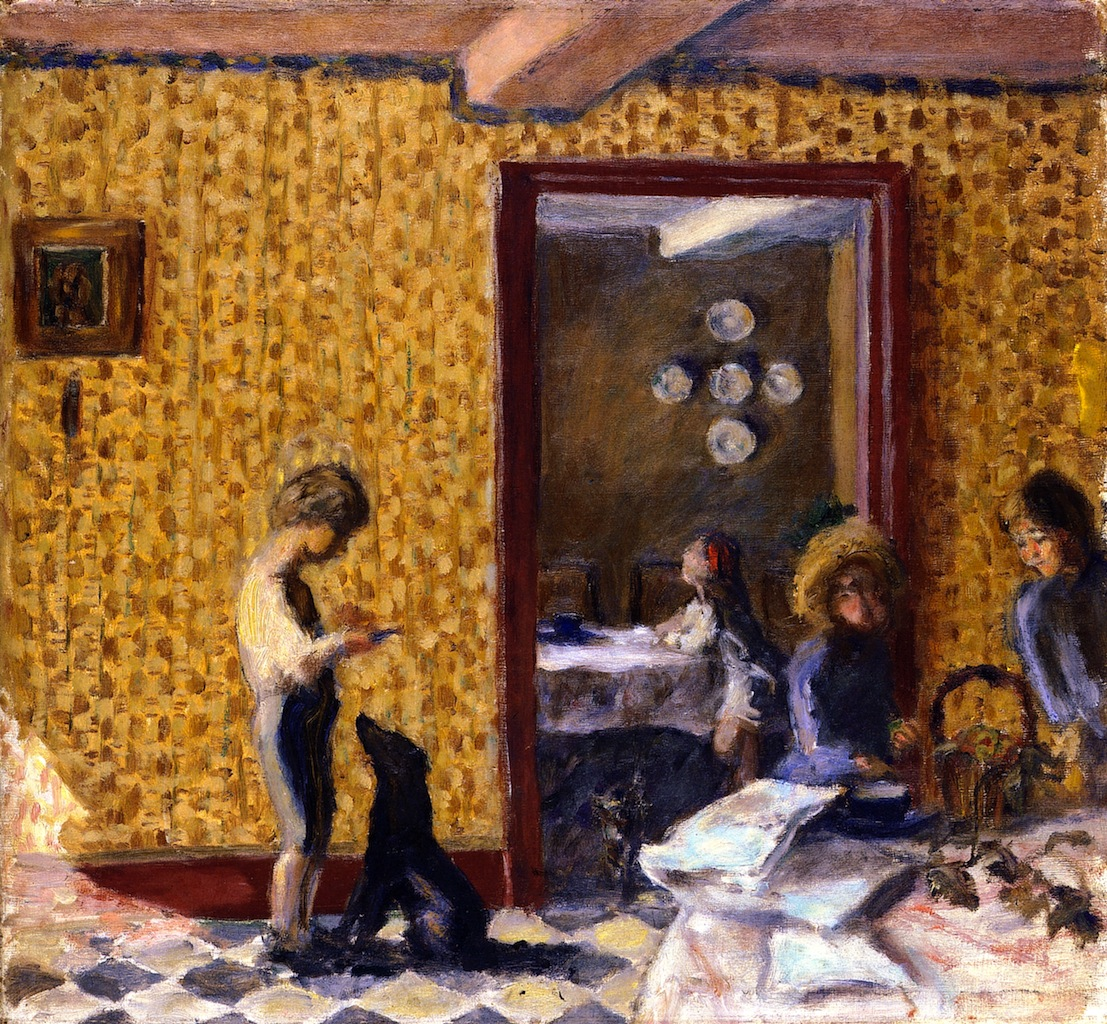
Les enfants Terrasse, par Pierre Bonnard

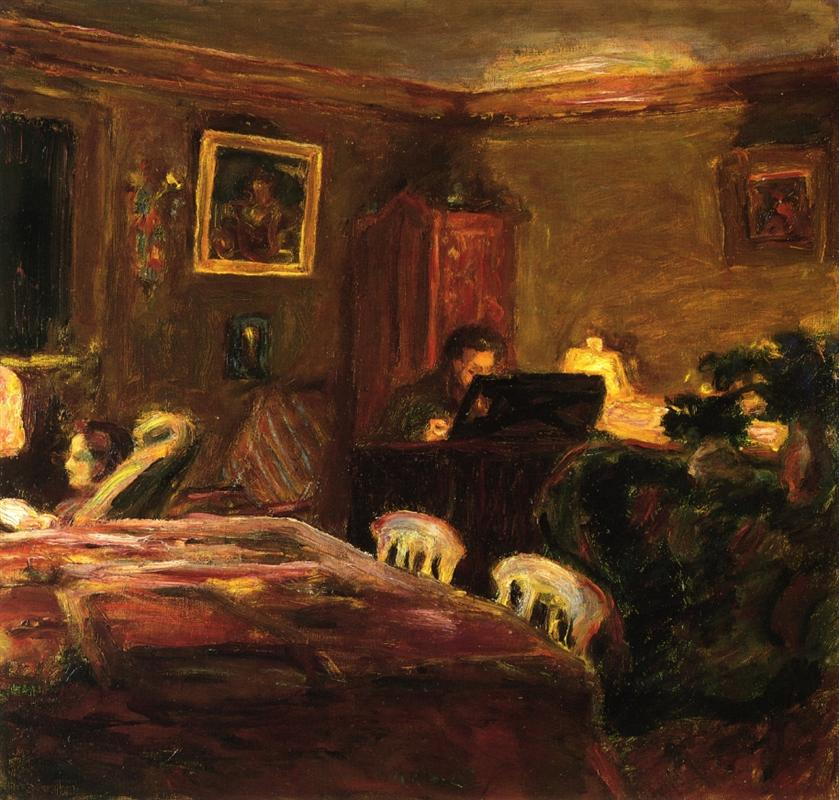
Claude Terrasse et Andrée Bonnard, par Pierre Bonnard

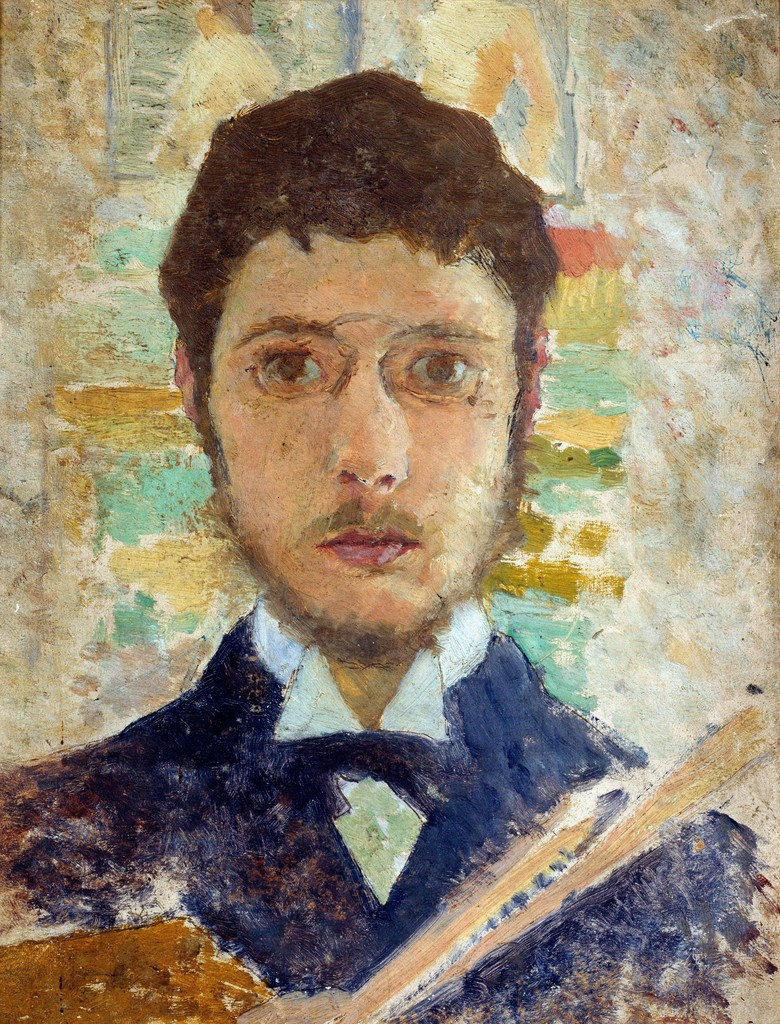
Autoportrait de Pierre Bonnard

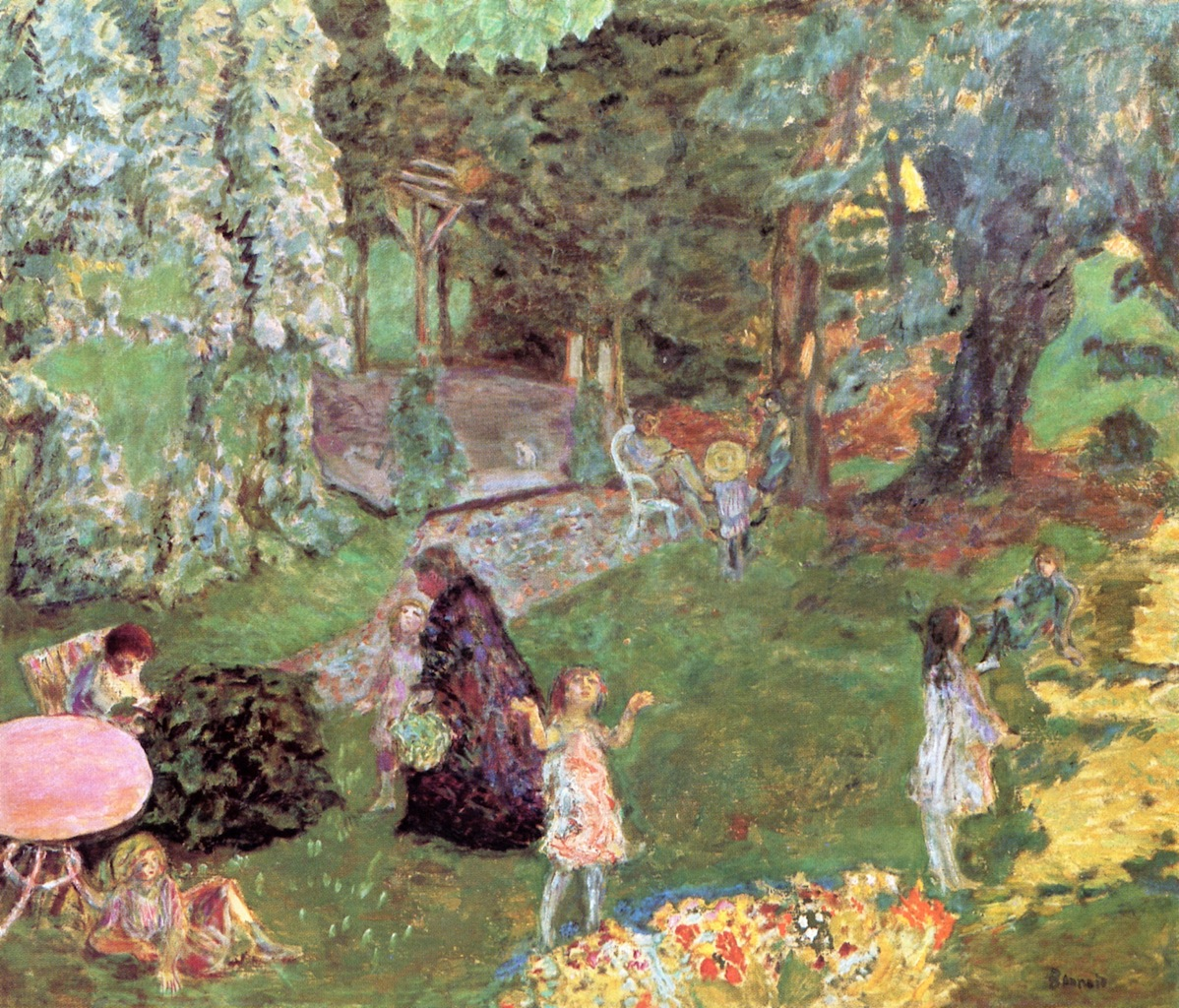
Famille Terrasse, par Pierre Bonnard

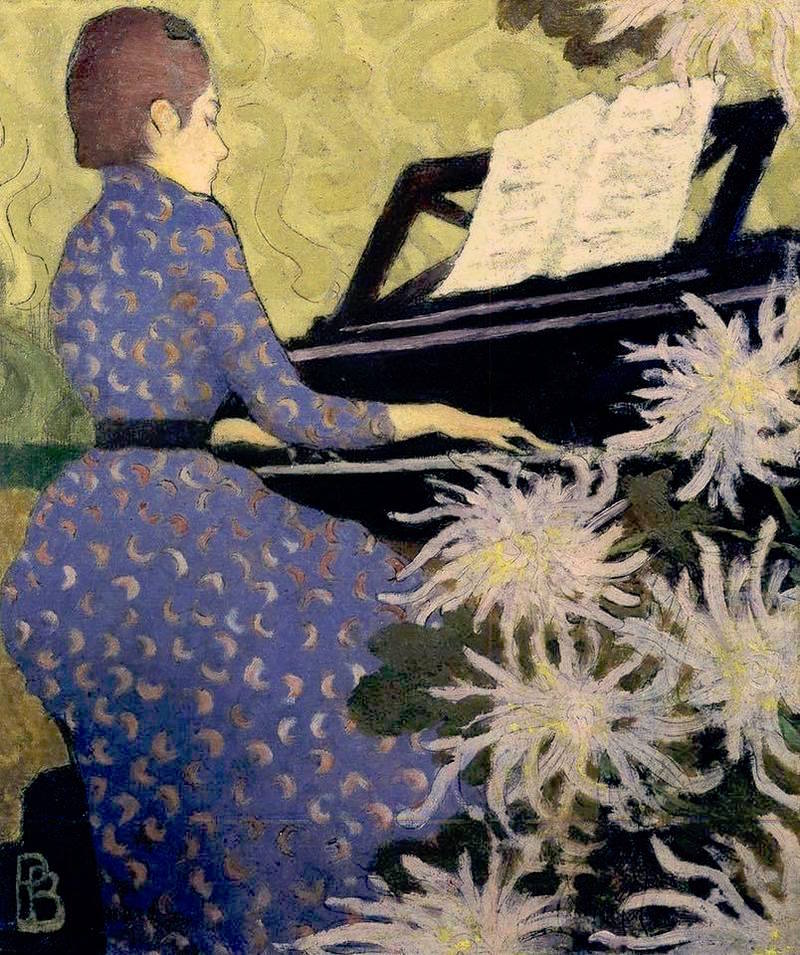
Andrée Bonnard au piano, par Pierre Bonnard

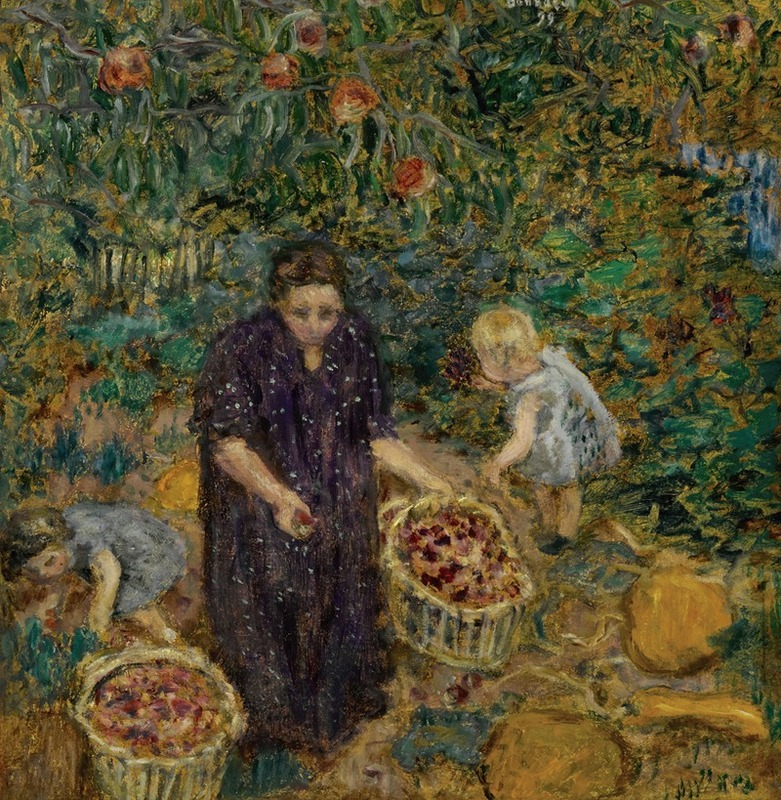
Les enfants Terrasse au verger, par Pierre Bonnard.

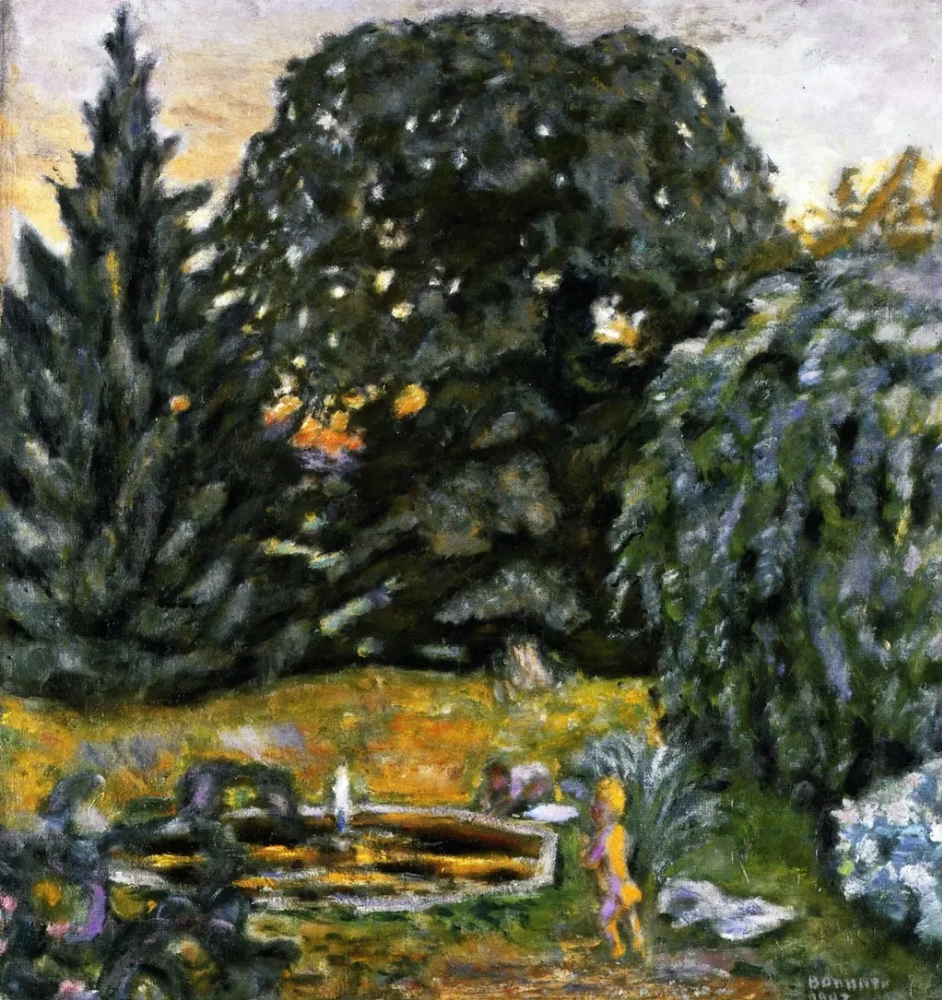
Les enfants Terrasse dans le parc du Clos du Grand-Lemps, par Pierre Bonnard.

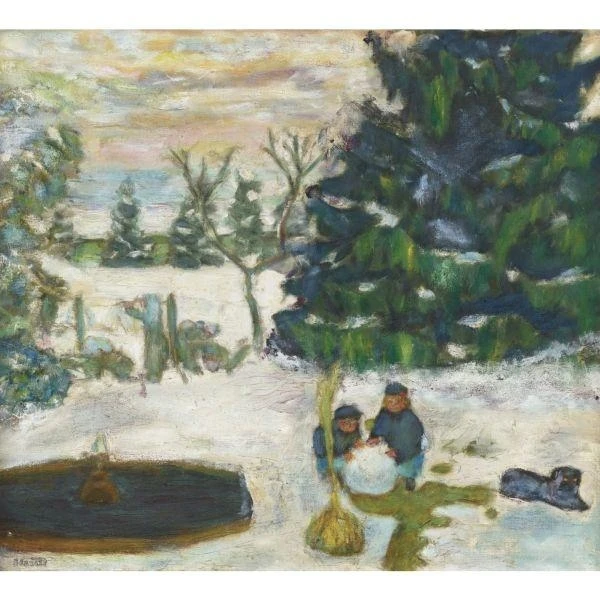
Les enfants Terrasse dans le parc du Clos du Grand-Lemps en hiver, par Pierre Bonnard.

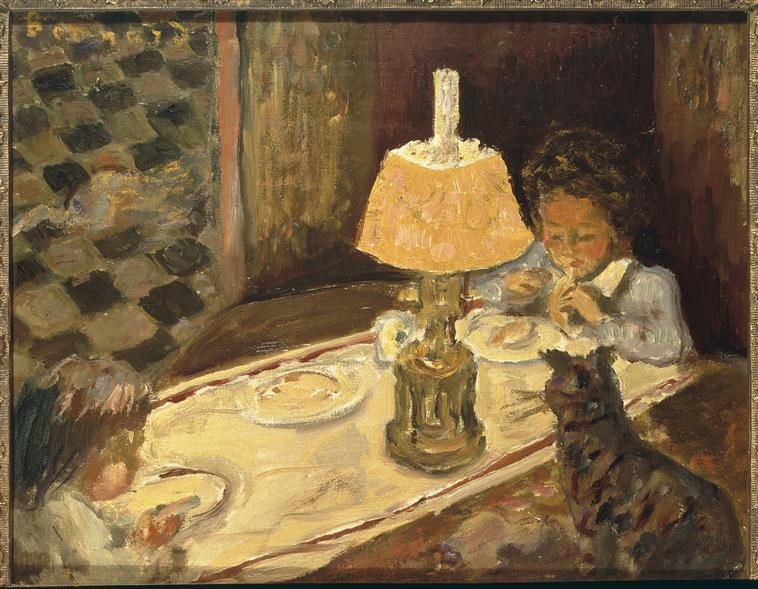
Le déjeuner des enfants Terrasse, par Pierre Bonnard.

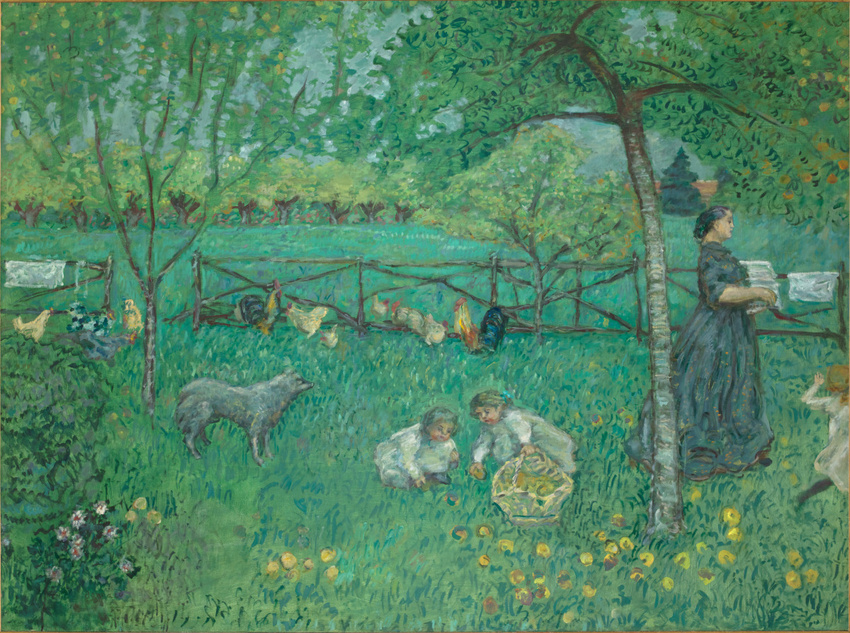
Les enfants Terrasse au verger du Clos, par Pierre Bonnard.

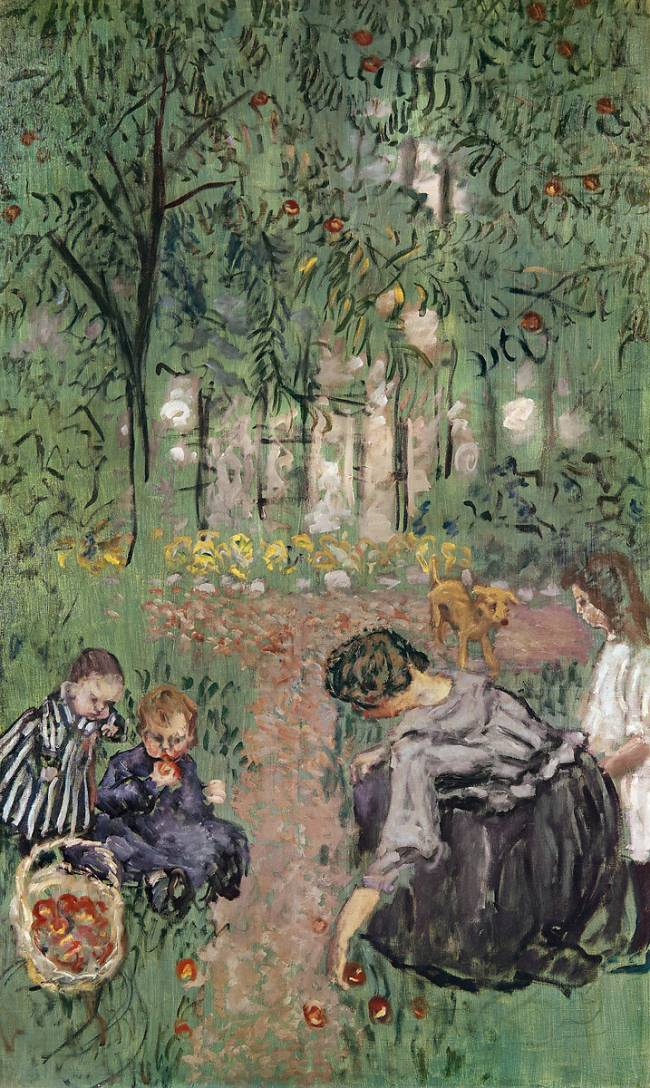
La cueillette des pommes (enfants Terrasse), par Pierre Bonnard.

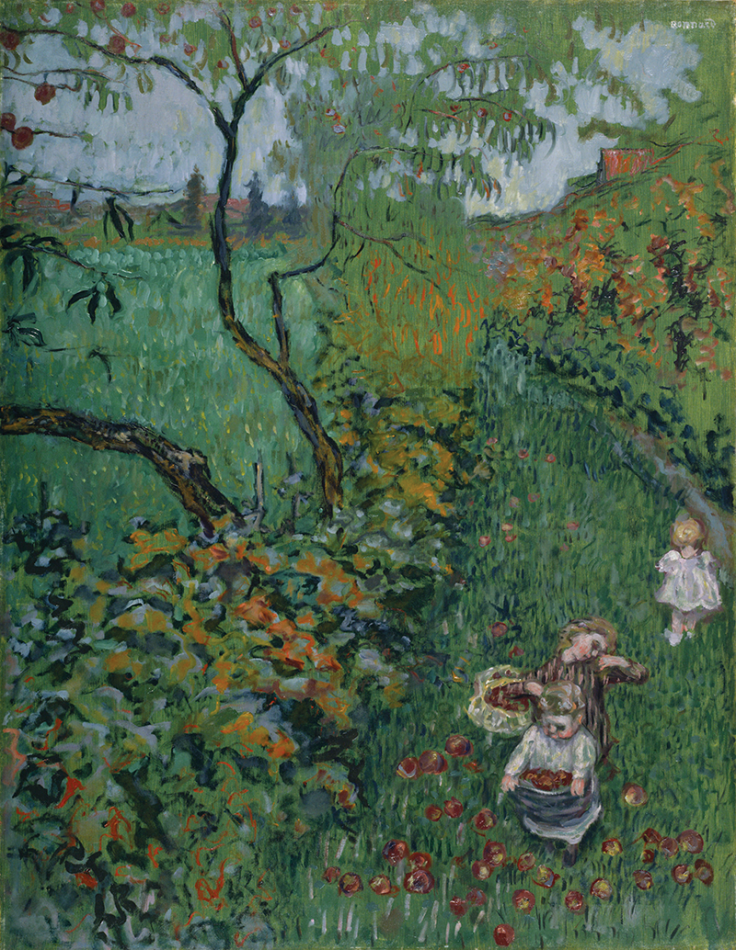
Les enfants Terrasse à la cueillette des pommes au Grand-Lemps, par Pierre Bonnard.

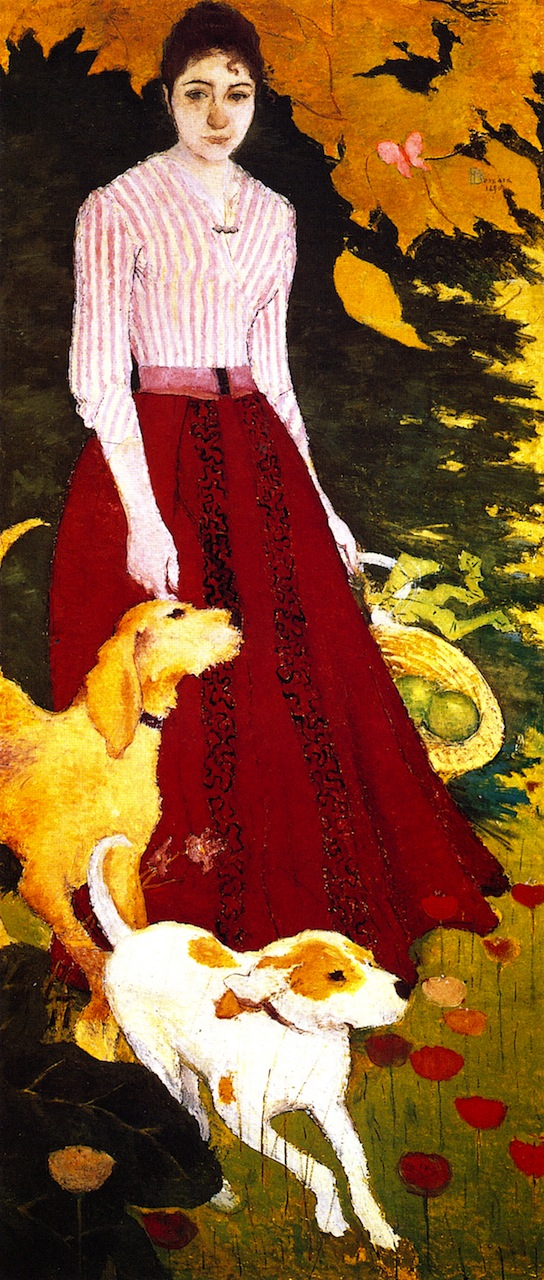
Andrée Bonnard avec ses chiens, par Pierre Bonnard.

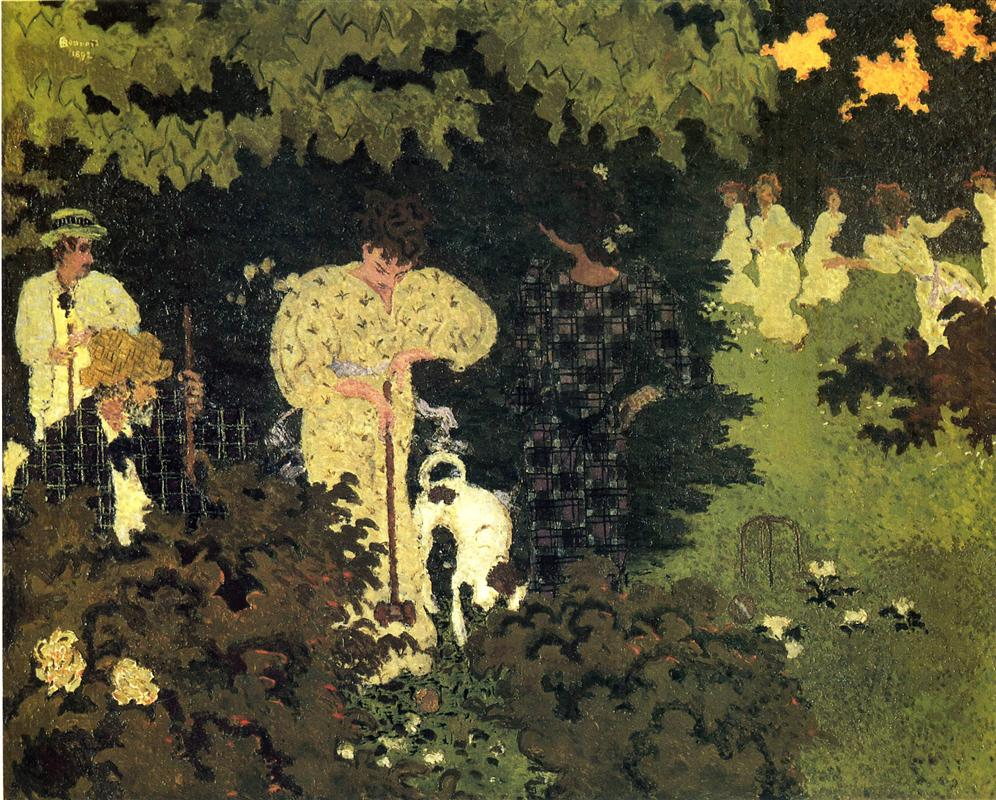
Partie de croquet (Claude Terrasse, Andrée Bonnard et son père), par Pierre Bonnard.

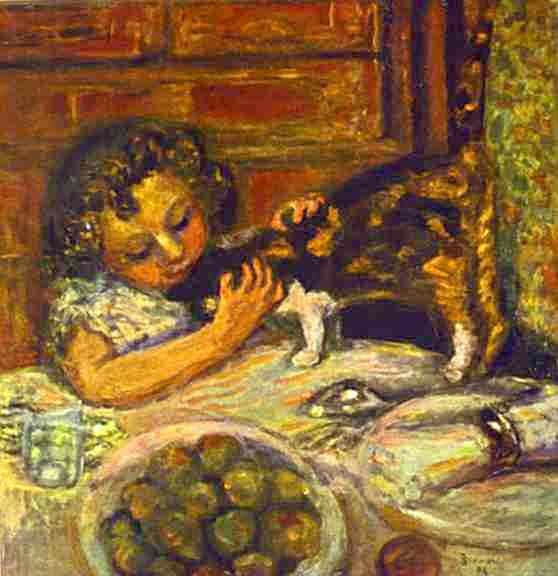
La petite fille au chat (Renée Terrasse), par Pierre Bonnard.

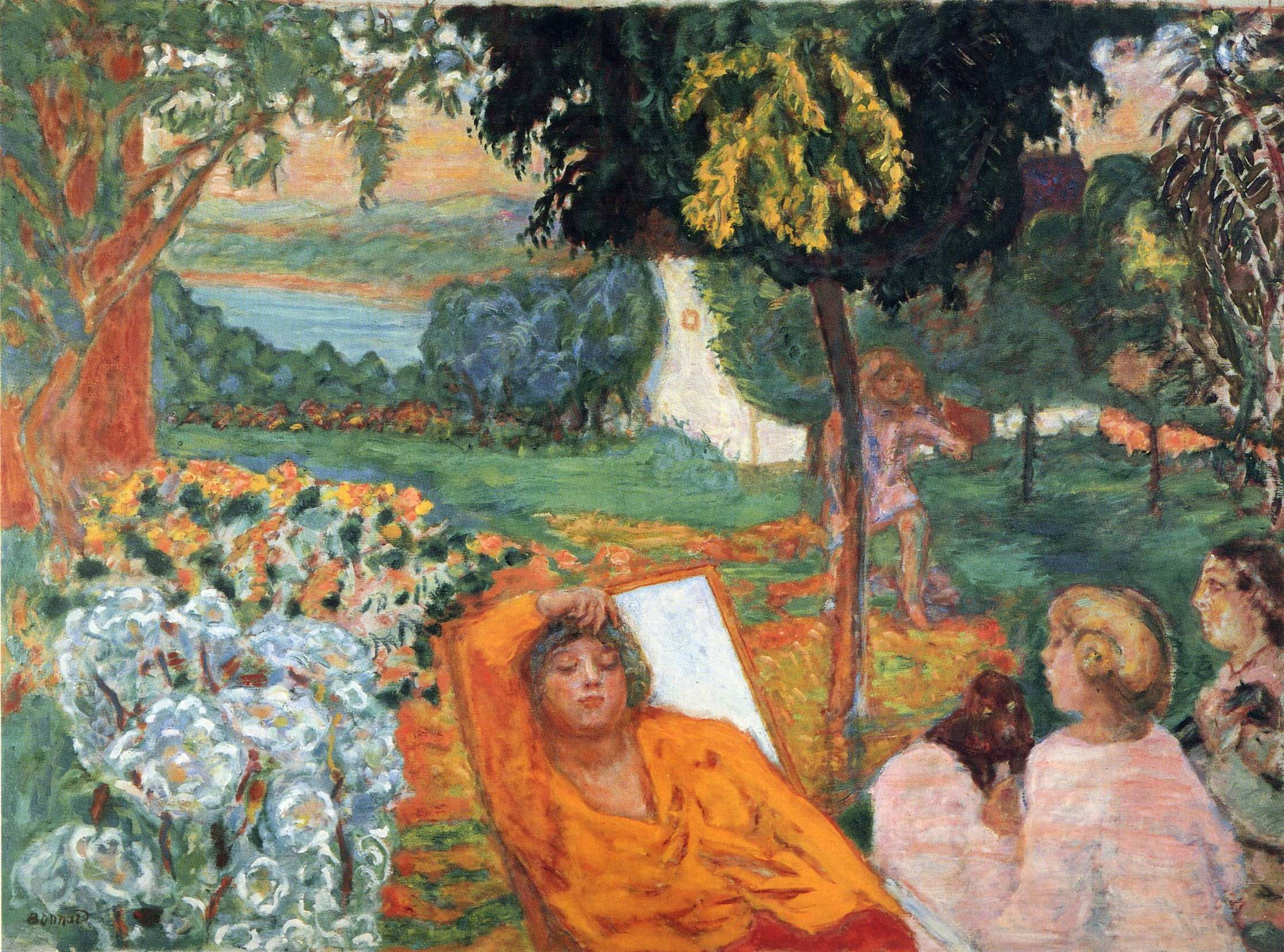
La Sieste ou Dans un jardin méridional (Marthe Bonnard et les nièces Terrasse), par Pierre Bonnard.

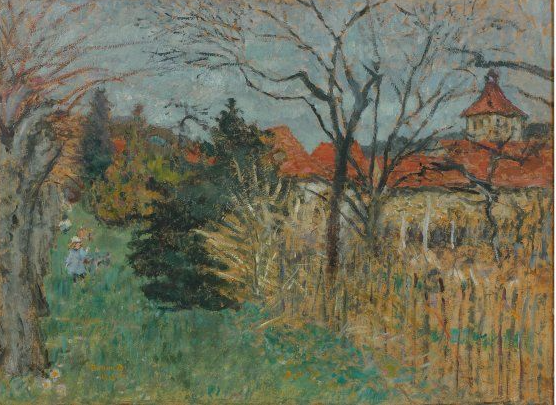
Jeune fille au chien dans le parc du Grand-Lemps (nièce Terrasse), par Pierre Bonnard.

Selon l'universitaire Rachel Lauthelier-Mourier, le nom de L'Après-Midi Bourgeoise a été donné par Bonnard de façon parodique à ce tableau après que L'Après-Midi d'un Faune, de Stéphane Mallarmé, ait été mis en musique par Debussy. Le deuxième nom du tableau, La Famille Terrasse, joue quant à lui sur le nom de famille mis en rapport à l'espace de la terrasse comme élément classique des tableaux de famille depuis le XVIIIe siècle. Sont représentés : Claude Terrasse (à gauche), Andrée Bonnard (en rouge), M. et Mme Prudhomme, amis du couple, Jean, Charles, Robert, Eugénie et Renée Terrasse, ainsi que Elisabeth Mertzdorff (la mère d'Andrée).

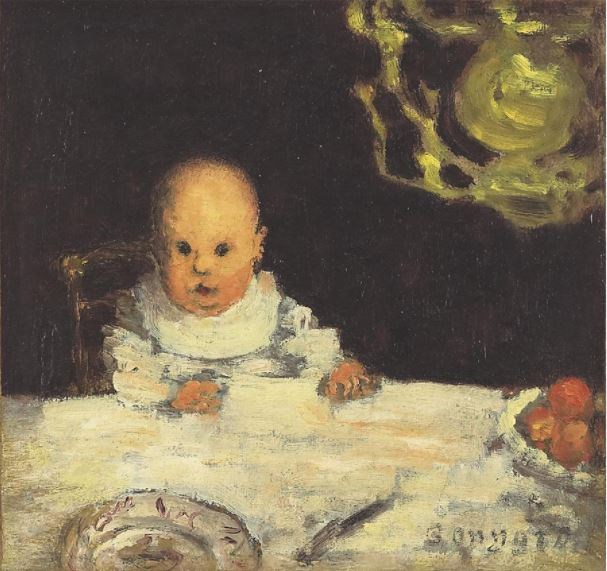
Enfant à table (Jean Terrasse), par Pierre Bonnard.

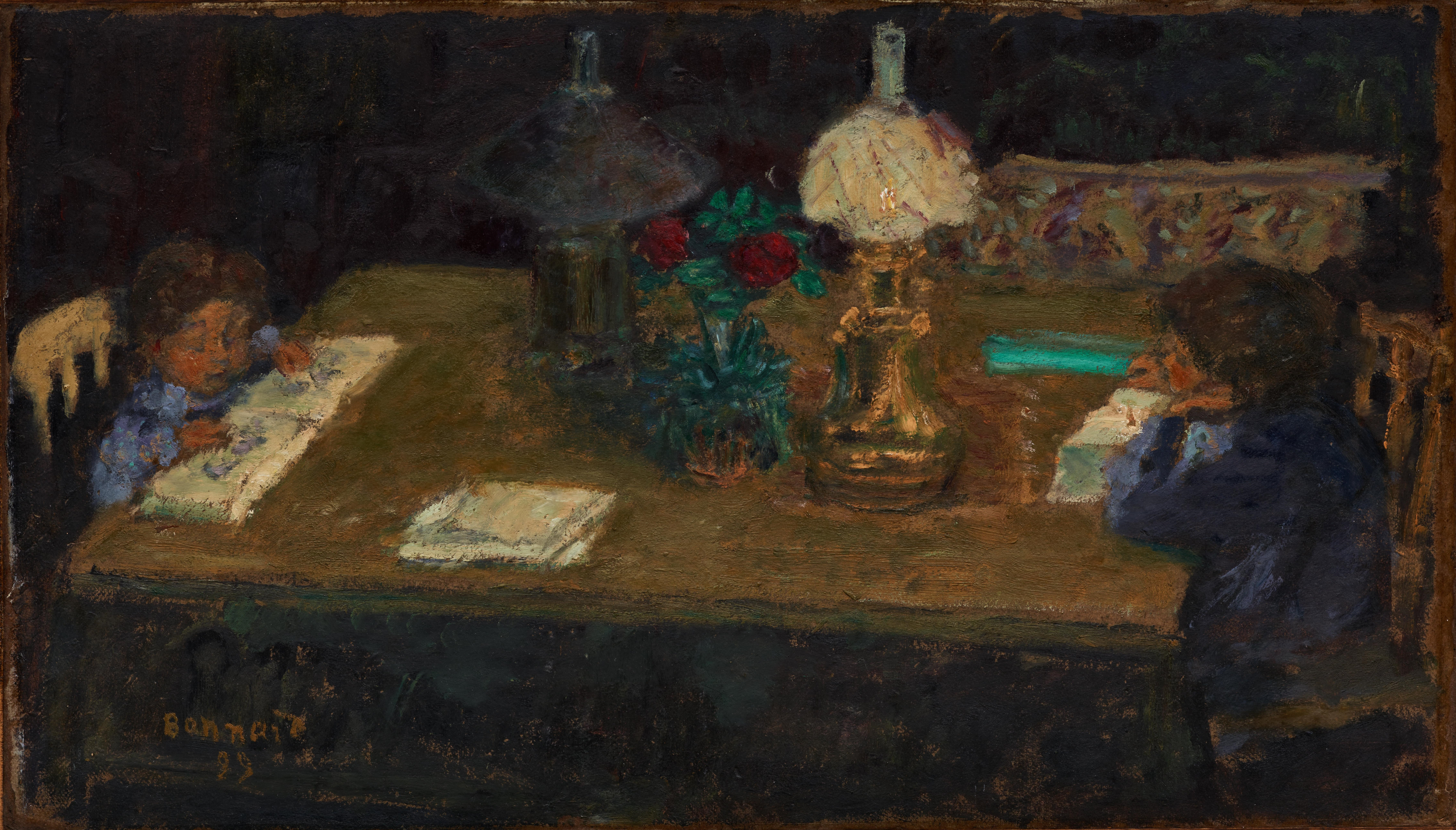
Intérieur : Les enfants Terrasse, par Pierre Bonnard.

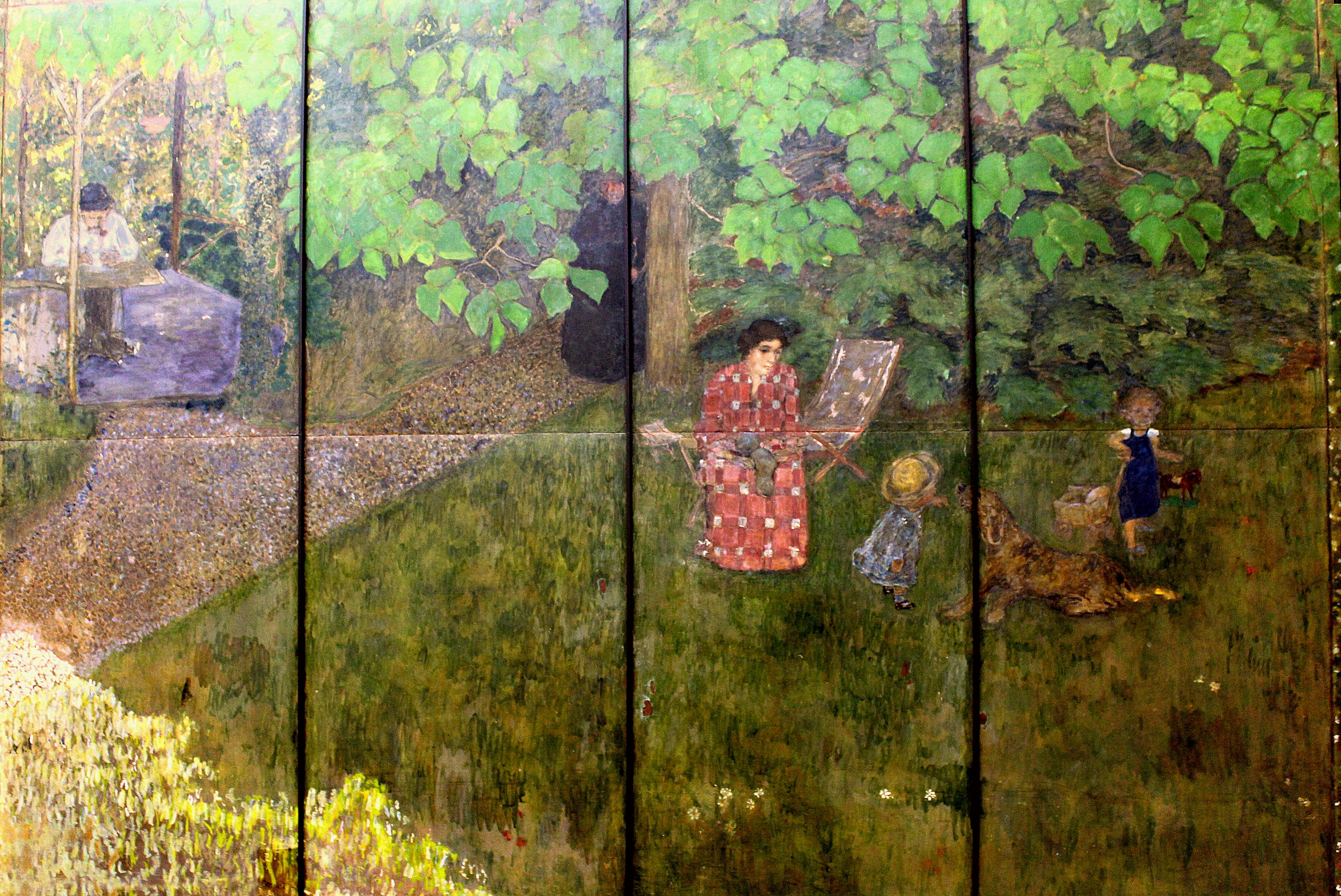
La famille du compositeur Claude Terrasse dans le jardin, par Pierre Bonnard.

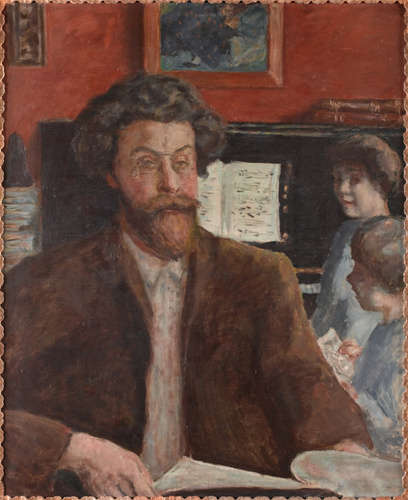
Portrait de Claude Terrasse (avec ses fils Jean et Charles), par Pierre Bonnard.

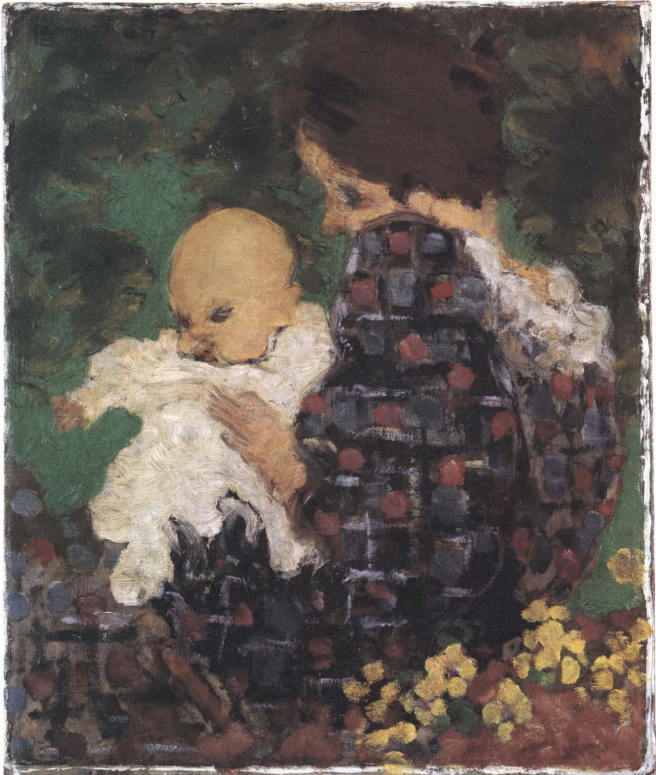
Andrée Terrasse et son fils Jean par Pierre Bonnard.

## Pour approfondir

### Filmographie
- 2023 : César Domboy interprète Charles Terrasse dans Bonnard, Pierre et Marthe.